# Гуннлод (супутник)
Гуннлод, також S/2004 S 32 — природний супутник Сатурна. Відкритий Скоттом Шеппардом, Девідом Джуїттом та Дженом Кліна 8 жовтня 2019 року після спостережень, проведених у період з 12 грудня 2004 року по 19 січня 2007 року. Постійну назву було присвоєно у серпні 2021 року. 24 серпня 2022 року був названий на честь Гуннлод, йотунки зі скандинавської міфології.
Діаметр Гуннлод — близько 4 км, велика піввісь — 21 564 200 км, орбітальний період — 1175,3 земної доби, обертається навколо Сатурна з прямим напрямком під нахилом 158,5° до площини екліптики, ексцентриситет орбіти — 0,262.